# Viladasens
 (janvier 2015).
Viladasens est une commune de la province de Gérone, en Catalogne, en Espagne dans la comarque de Gironès.

## Histoire
Le premier document parlant de Viladasens date de l'année 1058, sous le nom VILLAMAR DEASINIS.
Viladasens remonte très certainement à la période ibérique, comme en témoignent les constatations faites dans la colline "du bien de la glace" et en particulier la Croix de Fellini.
Durant la construction de l'autoroute AP-7 furent découvertes une demi-douzaine de cabanes (datant du IIIe siècle av. J.-C.) appartenant à un petit centre de production de céramique. À l'époque romaine, la Via Augusta a traversé la ville. Dans la plaine à l'est de la ville, un bâtiment a été identifié qui pourrait correspondre à la maison romaine des Cinniana, qui donna son nom à la rivière Cinyana.
Au XIe siècle, étaient déjà établies les paroisses Viladasens et Fellini, comme cela est indiqué dans les documents des églises romanes de ces paroisses. On a trouvé une série de maisons qui prouve une importante expansion de l'agriculture à l'époque médiévale. Les deux paroisses ont également constitué un domaine royal, bailliage qui a été à la fois médiéval et moderne.
Viladasens a toujours été une commune rurale. Au XVIIIe siècle, elle a connu une certaine croissance, passant de 250 habitants en 1718 à 404 en 1787. Ensuite elle est restée sans grands changements jusqu'au milieu du vingtième siècle. Depuis lors, les profonds changements dans l'agriculture ont conduit à l'abandon de l'activité et de nombreuses maisons ; la population a diminué de moitié : de 357 habitants en 1960, on passa sous les 189 en 1981. Les deux décennies suivantes la population est resté stable grâce au maintien de certaines exploitations, convenablement adaptées aux temps nouveaux.
Ainsi, malgré ces grands changements, Viladasens a atteint le vingt et unième siècle tout en conservant son aspect essentiellement rural.

## Lieux et monuments
- L'église paroissiale de Saint-Vincent (temple religieux)
- Église de Saint Martin de Fellini (temple religieux)
- Église de San Martin de la Mora (temple religieux)
- Balaguer Viladasens et Fellini (bâtiments civils)

## Personnalités liées à la commune
- Antonio Machado y a passé sa dernière nuit en Espagne (du 26 au 27 janvier), avant de traverser la frontière vers la France.

## Économie
L'agriculture pluviale[Quoi ?] et l'élevage.